# Konjšica
Konjšica je vas v hribovju nad dolino Save. Spada pod občino Litija, manjši neposeljen del pa pod občino Zagorje ob Savi; zaradi te razdeljenosti se v uradnih evidencah vodi kot dve naselji z imenom Konjšica - del.
Središče vasi okoli cerkve Sv. Jerneja je na 485 metrov, najvišja domačija pa kakšnih 300 metrov višje. Nekdaj je bila vas dostopna le po strmih stezah, nato po širši gozdni poti do Save, leta 1976 pa je bila zgrajena cesta iz Renk, ki so jo leta 1992 asfaltirali. Nedaleč od vasi teče potok Smeškovec.
Anton Medved (1869–1910), slovenski pesnik, dramatik in duhovnik je bil v letih 1900–1905 tamkajšnji župnik. Medved je v konjšiškem župnišču ustanovil šolo, danes pa v Konjšici poteka pouk prvih štirih razredov osnovne šole.
V Konjšici sta pokopana dirigent Carlos Kleiber in njegova žena balerina Stanislava Brezovar, katere družina izvira iz te vasi.